# Lisica i pas 2
Lisica i pas 2 (engl. The Fox and the Hound 2) je američki animirani film redatelja Jima Kammeruda iz 2006. godine. Nastavak je Lisica i pas iz 1981. godine.

## Uloge
- Jonah Bobo kao Tod
- Harrison Fahn kao Copper
- Patrick Swayze kao Cash
- Reba McEntire kao Dixie
- Jeff Foxworthy kao Lyle
- Vicki Lawrence kao Granny Rose
- Rob Paulsen kao Chief
- Jim Cummings kao Waylon i Floyd
- Stephen Root kao Talent Scout